# Severance - Tagli al personale
Severance - Tagli al personale (Severance) è un film del 2006 diretto da Christopher Smith.
Commedia horror inglese sceneggiata da James Moran e Christopher Smith; è uscito in Italia il 21 settembre 2007.

## Trama
Una comitiva di colleghi di lavoro della Palisade Defense, azienda leader nella produzione di armi sempre più temibili da impiegare per la lotta contro il terrorismo, viene mandata in viaggio premio a trascorrere una settimana di vacanza a Szeveranz, un paesino di montagna nei Carpazi. Il gruppo è composto da individui con personalità completamente diverse che durante il viaggio andranno incontro a inconvenienti sia grandi che piccoli. Tuttavia durante il tragitto, interviene un inconveniente troppo grande per ognuno dei colleghi: un gruppo di spietati serial killer li fa perdere nel bosco, per poi mettersi a caccia di ognuno di loro per ucciderli nei modi più efferati. Pur avendo una trama tipica del cinema di genere horror, il film è dotato di una forte vena di humor inglese.

## Titolo
Il titolo del film ha diversi significati: in inglese, severance mantiene lo stesso doppio significato del termine italiano taglio: amputazione ma anche licenziamento (o anche liquidazione).
Derivato dal titolo è anche "Szeveranz" (storpiatura di "severance"), il paesino ungherese in cui si ambienta il film, che è stato creato dalla fantasia degli autori.

## Distribuzione
In Spagna, la Manga Films ha distribuito il film in contemporanea con Black Sheep - Pecore assassine, optando per un'operazione commerciale simile a Grindhouse.

## Casi mediatici
Il 28 aprile 2009, tre anni dopo l'uscita del film, il giornalismo britannico ha portato alla ribalta il collegamento tra il film e l'omicidio di un diciassettenne di Norfolk, dato che la scena dell'assassinio era in tutto e per tutto la replica di una presente nel film.
Per l'omicidio vengono in seguito arrestati e condannati tre criminali, i quali dopo aver visto il film Severance in DVD avrebbero commentato: «Non sarebbe una figata fare questo a qualcuno nella realtà?». Al processo è stato in seguito confermato che l'idea dell'omicidio è venuta dopo la visione di una scena del film.